# آنا دي أرماس
آنا دي أرماس (بالإسبانية: Ana de Armas)‏ (ولدت في 30 أبريل 1988 هافانا، كوبا)، هي ممثلة كوبية بدأت مسيرتها الفنية عام 2005 في كوبا قبل الإنتقال إلي إسبانيا عند بلوغها سن الثمانية عشرة ثُم إنتقلت لاحقلًا لتعيش في لوس أنجلوس في الولايات المُتحدة الأمريكية.
أظهرت أفلام آنا دي أرماس تنوعها كممثلة، وكان أحد أشهر أدوارها في فيلم الغموض المثير لعام 2019 فيلم Knives Out حيث لعبت دور "مارتا كابريرا". أشاد النقاد بأدائها في الفيلم، وحصلت على ترشيح غولدن غلوب لتصويرها الشخصية. كما لعبت آنا دي أرماس دور البطولة في أفلام أخرى مثل بليد رانر 2049 والمخبر. بالإضافة إلى الأفلام فقد ظهرت أيضًا في العديد من المسلسلات التلفزيونية، حيث لعبت دور كارولينا ليل في المسلسل التلفزيوني الإسباني “El Internado“.

## الأعمال

### أفلام
| سنة  | اسم             | الدور              |
| ---- | --------------- | ------------------ |
| 2010 | أنا الحقير      | مارجو              |
| 2015 | نوك نوك         | بِل                 |
| 2016 | معرض للخطر      | ايزابِل             |
| 2016 | كلاب حرب        | إز                 |
| 2016 | مكشوف           | إيزابيل دي لا كروز |
| 2017 | بليد رانر 2049  | جوي                |
| 2019 | المخبر          | صوفيا كوسلو        |
| 2019 | أخرجوا السكاكين | مارثا كابريرا      |
| 2020 | سيرجيو          | كارولينا           |
| 2020 | كاتب الليل      | أندريا ريفيرا      |
| 2021 | لا وقت للموت    | بالوما             |
| 2022 | مياه عميقة      | ميليندا            |
| 2022 | الرجل الرمادي   | داني ميراندا       |
| 2022 | الشقراء         | مارلين مونرو       |
| 2023 | إختفاء          | سادي رودس          |
| 2025 | باليرينا        | ايف مكارو          |

## وصلات خارجية
- آنا دي أرماس على موقع IMDb (الإنجليزية)
- آنا دي أرماس على موقع ميتاكريتيك (الإنجليزية)
- آنا دي أرماس على موقع روتن توميتوز (الإنجليزية)
- آنا دي أرماس على موقع مونزينجر (الألمانية)
- آنا دي أرماس على موقع قاعدة بيانات الأفلام العربية
- آنا دي أرماس على موقع ألو سيني (الفرنسية)
- آنا دي أرماس على موقع ميوزك برينز (الإنجليزية)
- آنا دي أرماس على موقع تيرنر كلاسيك موفيز (الإنجليزية)
- آنا دي أرماس على موقع أول موفي (الإنجليزية)
- آنا دي أرماس على موقع قاعدة بيانات الأفلام السويدية (السويدية)